# Werner Lenartz
Werner Lenartz (* 13. April 1902 in Mesenich; † 10. Juli 1965 in Ippendorf) war ein deutscher Hochschullehrer, Oberregierungsrat und Buchautor.

## Leben
Werner Lenartz war ein Sohn des Bäckers und Winzers Franz Lenartz aus Mesenich an der Mosel. Seine Ausbildung erhielt er am Volksschulseminar im saarländischen Merzig, jedoch widmete er sich wegen eines Lehrerüberschusses zunächst der Volksbildung im Rheinland. Später wurde er mit dem Aufbau der Kolpingbücherei in Köln und der Leitung des gesamten Bildungswesens der katholischen Gesellenvereine betraut, zugleich wurde er Mitglied im Hohenrodter Bund. Als ihn der preußische Kultusminister Carl Heinrich Becker für die Lehrerausbildung gewinnen wollte, nahm er von 1929 bis 1933 an der Universität zu Köln ein Studium in den Fachrichtungen Pädagogik, Philosophie und Germanistik auf. Dem Nationalsozialismus widerstand er, jedoch konnte er zu dieser Zeit seine beruflichen Pläne nicht weiterverfolgen. Eine erste Anstellung erhielt er zunächst noch an der Karlschule in der Nordstadt in Bonn, bis er seine Einberufung zum Wehrdienst im Zweiten Weltkrieg von 1940 bis 1945 erhielt.
Nach Kriegsende wurde er Rektor der Endenicher Volksschule, die er wieder aufbauen ließ und im Jahr 1946 betraute man ihn mit dem Aufbau und der Leitung aller anderen Volksschulen in Bonn. Noch im gleichen Jahr ernannte man ihn zum Referent für die Erwachsenenbildung in Köln. Von 1947 bis 1949 nahm er als Oberregierungsrat die gleiche Aufgabe im Kultusministerium von Nordrhein-Westfalen in Düsseldorf wahr. Ab 1949 lehrte er zunächst als Dozent und ab 1959 als Professor für Allgemeine Pädagogik an der Pädagogischen Akademie Bonn die 1963 in Pädagogische Hochschule Bonn umbenannt wurde. Aufgrund seines Wissens und seiner Fähigkeiten wurde er in den Deutschen Ausschuss für das Erziehungs- und Bildungswesen berufen. Neben seinen beruflichen Tätigkeiten verfasste er zahlreiche Schriften und Bücher, worunter sich auch eine Zusammenfassung über den Schweizer Dichter Jeremias Gotthelf mit dem Titel “Weltbild und Gedankenwelt eines Erziehers” befand.
Weiterhin verfasste er im Herder Lexikon für Pädagogik eine Reihe historischer und systematischer Artikel und in der Heimatpresse veröffentlichte er ebenfalls zahlreiche Beiträge. Seit 1953 hielt er das Referat Pädagogik im “Literarischen Ratgeber” inne und bis zu seinem Tod im Jahr 1965 war er Mitarbeiter der Ausgabe des Heimatjahrbuchs für den Landkreis Zell. Werner Lenartz verstarb 63-jährig am 10. Juli 1965 an einem Herzinfarkt und wurde auf dem Friedhof in Ippendorf bei Bonn beigesetzt. In seinem Nachruf hieß es: „Die Dozenten der Pädagogischen Hochschule haben in Lenartz einen fachlich wie menschlich unersetzbaren Kollegen verloren“.

## Werke (Auswahl)
- 1933 Vaterländische Feiern, 421 S.[5]
- 1933 Deutschland, unsere Liebe und unser Schicksal: Eine Lese aus deutschem Schrifttum, 311 S.
- 1935 Anfang und Übergang: Ein chorisches Spiel zur Schulentlassung, 24 S.
- 1936 Vaterländische Feiern, 484 S.
- 1936 Der Weg des Volkes: Ein Aufriß der deutschen Geschichte, 68 S.[6]
- 1940 Bekenntnis zum Rhein, Stimmen deutscher Dichter und Deuter, 88 S.
- 1946 Strom der Gnade: Legenden und Wunder, die sich das Volk am Rhein erzählen, 76 S.
- 1946 Nikolaus Cusanus, Joseph Görres, 39 S.
- 1947 Volk, mein Volk, was tat ich dir ... : Gesänge, 159 S.
- 1947 Die getreue Frau: Märchen von Liebe und Treue, Mitwirkende Elisabeth A. Albrecht
- 1947 Der Himmel fällt ein: Märchen und Spielgeschichten, Mitwirkende Hilde Schiffers
- 1948/49 Was Mutter erzählt: Märchen zum Vorlesen und Erzählen, mit vielen bunten Bildern von Alja Urbach, 243 S.
- 1949 Strom der Gnade: Legenden und Wunder, die sich das Volk am Rhein erzählt 78 S.
- 1952 Bauerntum – Bauernleben: Ein Lesebuch für die ländliche Jugend, 259 S.